# Myrichthys breviceps
Myrichthys breviceps är en fiskart som först beskrevs av Richardson, 1848.  Myrichthys breviceps ingår i släktet Myrichthys och familjen Ophichthidae. Inga underarter finns listade i Catalogue of Life.